# Félicie Affolter
Pour les articles homonymes, voir Affolter.
Félicie Affolter, née le 22 février 1926 à Saint-Gall (canton de Saint-Gall) et morte le 5 novembre 2024 à Disentis/Mustér (Grisons), est une psychothérapeute et logopédiste suisse.

## Biographie

### Origines et famille
Félicie Doris Maria Affolter naît le 22 février 1926 à Saint-Gall. Elle a un frère aîné, devenu juriste, et un frère cadet, devenu médecin.
Son père est pharmacien ; sa mère, née Cathomas, est puéricultrice.

### Études
Après les écoles primaire et secondaire à Saint-Gall, Félicie Affolter s'inscrit à l'école normale à Rorschach pour devenir institutrice.  
Lors de sa dernière année de formation, elle fait un stage dans l'école pour sourds du Rosenberg à Saint-Gall, ce qui éveille son intérêt pour les rapports entre langue et pensée. Sur les conseils de la fille d'un professeur de l'école normale, Bärbel Inhelder, psychologue et assistante de Jean Piaget, elle entreprend des études de psychologie de l'enfant à l'Université de Genève à partir de 1946-1947. Elle y obtient au bout d'un an un certificat de pédagogie,. Elle suit plus tard, de 1951 à 1953, une formation complémentaire à l'université de Heidelberg, où elle obtient un diplôme d'enseignante pour enfants sourds et souffrant de troubles du langage.
Elle reprend quelque temps plus tard ses études : après un semestre à l'Université de Genève, quatre à celle de Heidelberg et un dernier semestre à Genève, elle obtient une licence en sciences de l'éducation.  Plus tard encore, elle bénéficie en 1959 d'une bourse pour un échange post-universitaire avec l'université du Minnesota, où elle étudie notamment l'audiologie,. Enfin, après de nouvelles recherches et études, elle obtient en 1970 un doctorat en linguistique à l'université d'État de Pennsylvanie, avec une thèse portant sur le développement de la perception auditive et visuelle (Developmental aspects of auditory and visual perception).

### Parcours professionnel
Son certificat de pédagogie en poche, Félicie Affolter travaille dans l'école de sourds de Saint-Gall, d'abord avec des enfants souffrant de troubles du langage puis, après l'obtention de son diplôme à Heidelberg, avec des enfants sourds.
À son retour en Suisse après son premier séjour à l'université du Minnesota, elle rejoint la clinique de l'oreille de Saint-Gall, qui équipe pour la première fois en Suisse des enfants sourds avec des appareils auditifs.

### Méthode Affolter
Après avoir obtenu son doctorat, Félicie Affolter mène des recherches à l'hôpital cantonal de Saint-Gall (de) en comparant le comportement d'enfants sans handicap, d'enfants sourds et d'enfants atteints de troubles du langage et celui d'adultes souffrant de lésions cérébrales. Ces études lui permettent de mettre au point sa propre méthode thérapeutique (modèle de développement et méthode thérapeutique Affolter, das Entwicklungsmodell und die Therapiemethode nach Affolter), qui repose sur les interactions sensorielles de tous les jours,. 
Malgré le succès de sa méthode, elle rencontre de fortes résistances au sein de la corporation médicale et se voit refuser à deux reprises une chaire à l'Université de Saint-Gall,.

### Vie privée
Félicie Affolter vivait à Disentis/Mustér dans les Grisons, où a notamment vécu son grand-père (Cathomas), dans la maison qu'elle a fait construire en 1967.

### Mort
Félicie Affolter meurt le 5 novembre 2024 à Disentis/Mustér, à l'âge de 98 ans.

## Publications
- (de) Félicie Affolter, Wahrnehmung, Wirklichkeit und Sprache, Villingen-Schwenningen, Neckar-Verl., 1988, 2e éd., 366 p. (ISBN 3788302550) (publié en anglais (ISBN 3540511504) et en français en 1991 sous le titre de Perception, wirklichkeit et langage : wirklichkeit de la personne et son environnement dans la vie quotidienne : la racine de son développement).
- Félicie Affolter et Walter Bischofberger, De la racine aux branches - Partie III La Niche: Une aide pour résoudre les problèmes de la vie quotidienne d'enfants, d'adolescents et d'adultes atteints de troubles de la perception ; qu'ils soient en école publique, spécialisée, en centre de réhabilitation ou dans leur milieu familial, Neckar-Verlag, 2016 (ISBN 9783788312299).